# La Flaca
|  | Aquest article tracta sobre revista. Vegeu-ne altres significats a «La Flaca (desambiguació)». |

La Flaca: revista liberal y anticarlista o simplement La Flaca, va ser una revista principalment de caràcter satíric, d'una tendència política republicana i federal. El setmanari gràfic, d'unes quatre pàgines, era en castellà, a la venda a Espanya, Ultramar, França i Itàlia, publicada a Barcelona entre el 27 de març de 1869 i el 3 de març de 1876. Atesa la seua ideologia liberal i anticarlina que mostrava a les seues crítiques polítiques, va patir diverses suspensions i, per evitar la censura, es va publicar sota diverses capçaleres: La Carcajada, La Risotada, La Risa, La Madeja política, El Lío i La Madeja.

## Anàlisi i revistes coetanies
El títol La Flaca és una rèplica de la publicació també satírica de caràcter antiliberal o més conservador, La Gorda (1868-70), publicada a Madrid, o altres revistes més al futur com La Mosca (1881-83), El Motín (1881-1926) o el setmanari gràfic barceloní El Loro (1879-85) aquest últim amb el que compartia col·laboracions d'igual manera de litografies en color del mateix Tomàs Padró. Publicà com Gil Blas caricatures a doble pàgina, però usant allò que la qualificaria de revolucionària: el color.
És considerada per diversos historiadors com la publicació més incisiva i crítica de la realitat del seu temps. Tenia bons col·laboradors, els textos apareixien sense signar o amb pseudònim, però el més destacable és la qualitat de les il·lustracions, litografies en quadricromia per Tomàs Padró. Les caricatures, que van marcar època, van fixar l'estil del caricaturisme o caricatures polítiques de l'Estat espanyol del segle xix.
Comparteix àmplies similituds amb la històrica revista anglesa Punch per l'època i el seu satirisme a les caricatures, encara que La Flaca és més centrada cap a les fortes caricatures polítiques a més de les de crítica social en les que se centrava Punch.

## Història
En els primers anys, La Flaca va fer una aferrissada oposició al General Prim, fins que, amb el número 100, publicat el 3 de setembre de 1871, on se suspèn la publicació l'estiu de 1871. Continua amb el títol La Carcajada, que veu la llum el 17 de gener de 1872. Els núm. 17-19 es publiquen, però són retirats i substituïts per les capçaleres La Risotada, que publica dos números, l'1 i el 6 de juny de 1872; i per La Risa, que publica un número el 15 de juny del mateix any. La publicació es reprèn novament amb el títol La Carcajada, el núm. 20, al 22 de juny de 1872. Acaba amb el núm. 37, del 31 d'octubre de 1872. Recupera el títol primitiu de La Flaca, que comença amb el núm. 38, el 7 de novembre de 1872 y acaba amb el núm. 84, el 4 d'octubre de 1873. Però, en iniciar-se la Tercera guerra carlina, continua publicant-se sota diverses capçaleres i amb una línia editorial clarament anticarlina, fins al punt que aquest es converteix en el motiu únic de la seva existència. Continua la numeració de La Carcajada. Segueix amb el títol La Madeja política, l'1 de novembre de 1873. Els núm. 15-21 són substituïts per El Lío, que publica 7 números, del 7 de febrer al 18 d'abril de 1874. Reprèn amb el núm. 22, el 2 de maig de 1874. Acaba amb el núm. 50, el 19 de desembre de 1874. El títol La Madeja, comença el 2 de gener de 1875. Va deixar de publicar-se, en acabar la guerra carlina, amb el número La Paz ¡bienvenida seas! (el núm. 22, el 3 de març de 1876).
Els primers números d'esta revista es poden trobar a la biblioteca de Ciències de la Comunicació de la UAB. i a la col·lecció digital de la Biblioteca Nacional de Madrid.

## Galeria d'imatges

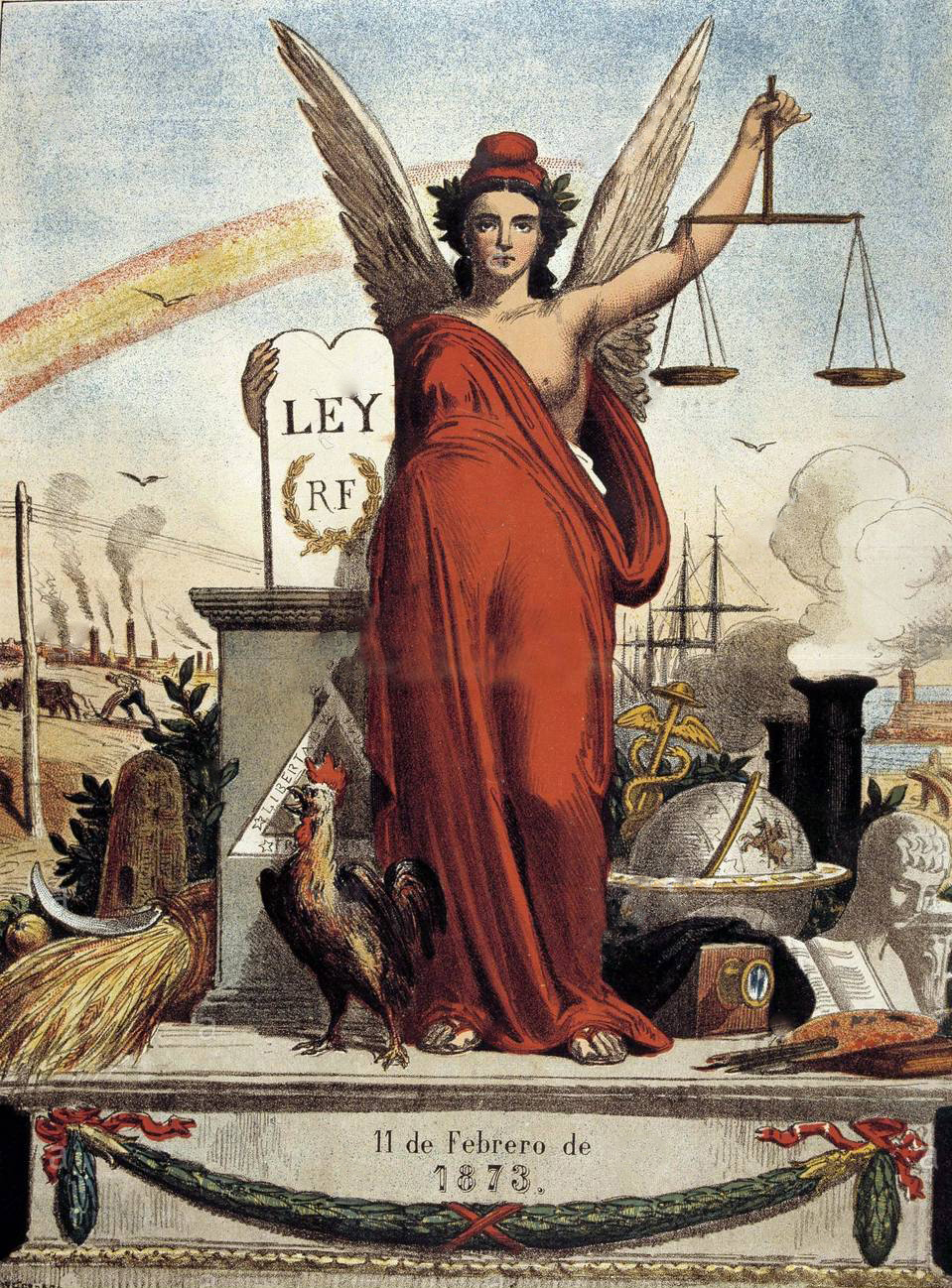
Al·legoria de la I República Espanyola, publicada a La Flaca.
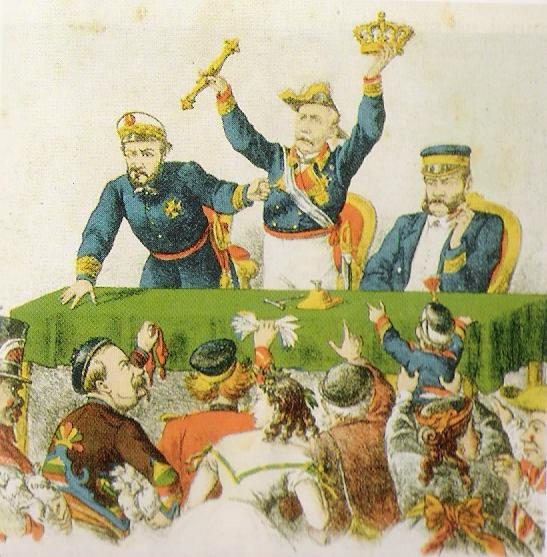
Joan Prim i Prats, Francisco Serrano Domínguez i Juan Bautista Topete subhasten els atributs del tron espanyol, abril de 1869.
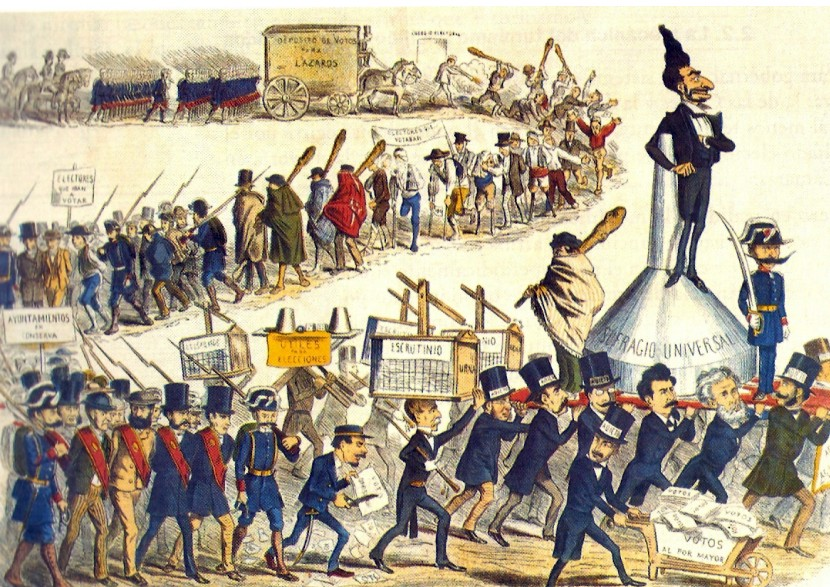
Caricatura del caciquisme i el frau electoral, a la capçalera el polític Sagasta.
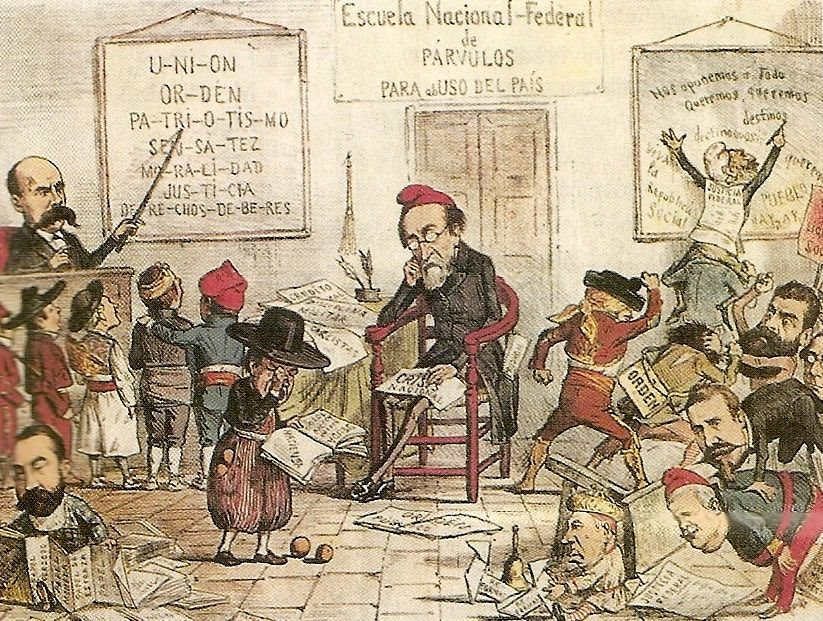
Caricatura respecte a la I República. Entre els protagonistes principals: Castelar i Pi i Margall.
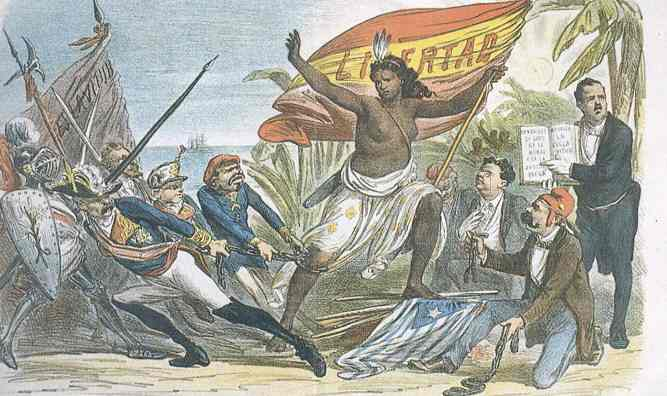
Independència de Cuba el 1873 durant la primera Guerra d'Independència cubana, és a dir, la Guerra dels Deu Anys.
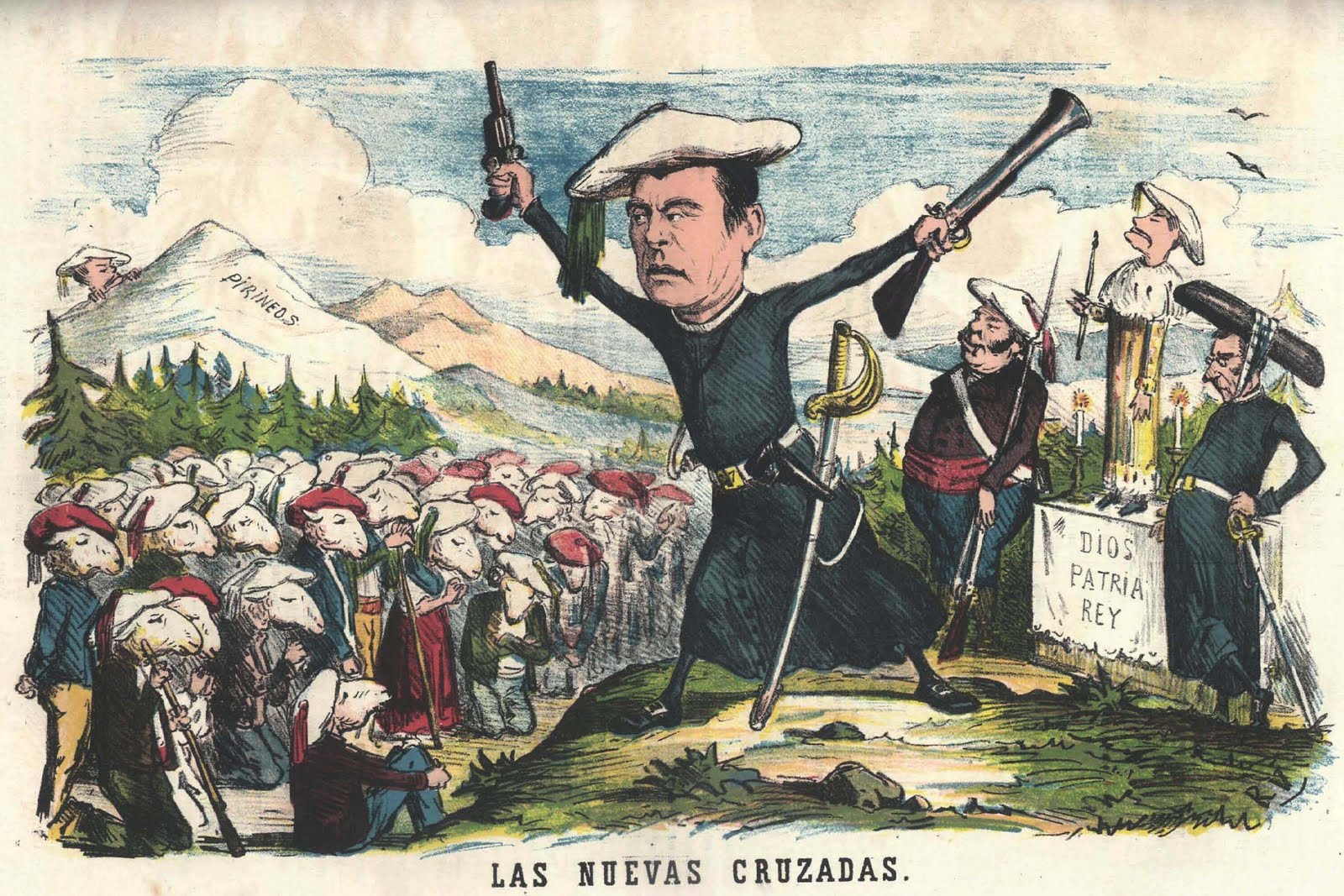
Caricatura del Carlisme, de 1870, s'exposen ideals i personatges.
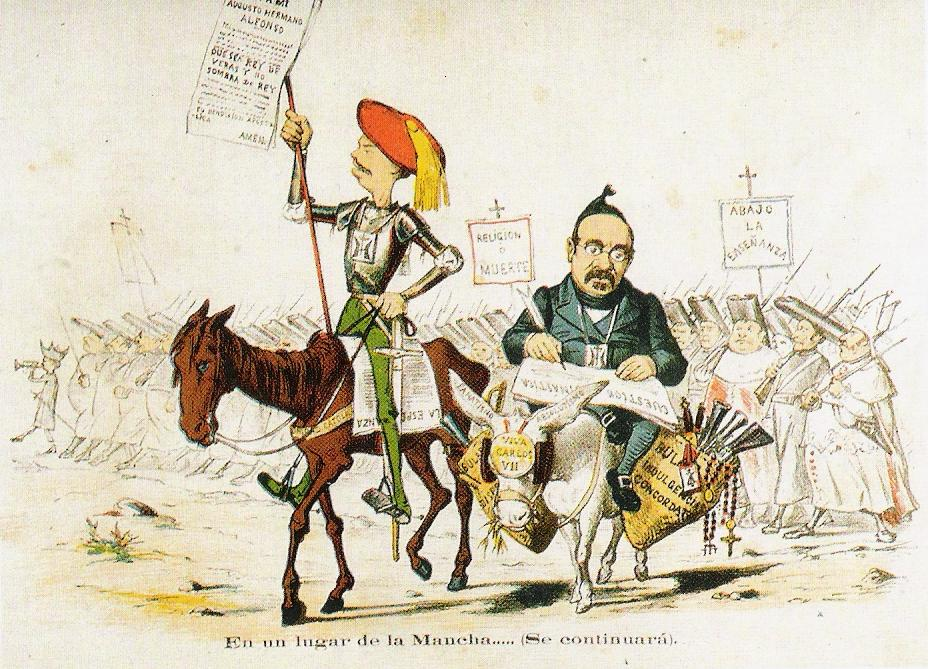
Caricatura amb diversos motius crítics, agost de 1869. La jerarquia eclesiàstica apareix com a teló de fons.
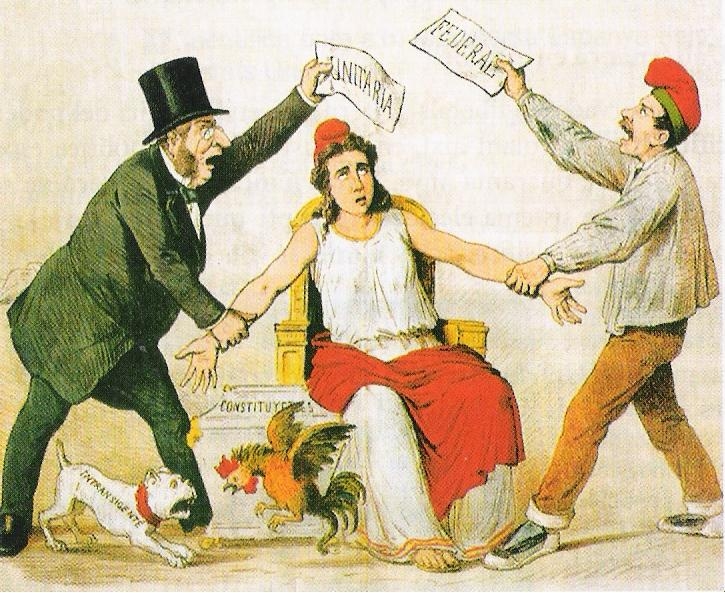
La República espanyola l'Unitarisme o centralisme (Emilio Castelar) i el Federalisme (José María Orense).